# سندرم استرف
سندرم استرف یک وضعیت بینایی است که اساساً توسط کودکان تحت دوره‌های استرس دیداری یا عاطفی نشان داده می‌شود. این یک بیماری است که عمدتاً در کودکان خردسال که دوره‌های استرس عاطفی یا بینایی را تجربه می‌کنند، نشان داده می‌شود. سیستم بینایی در حالی که هنوز فعال است، هنگامی که کودک تحت فشارهای روانی بیشتری قرار دارد، دیگر توسط کودک کنترل نمی‌شود. تمرکز دشوار است، یک اثر دید تونلی در زمینه دید کودک ایجاد می‌شود و عملکرد مناسب مردمک در طول شرایط مختلف نور برای مردمک سخت می‌شود.

## ارائه
غالباً بیماران دچار استریوپسیس، تأخیر تطبیقی بزرگ در رتینوسکوپی دینامیک و کاهش دید (میدان لوله ای یا مارپیچی) خواهند شد. سندرم استرف اولین بار در سال ۱۹۶۲ توسط یک متخصص بینایی سنجی،  جان استرف به عنوان سندرم غیر سوinger استفاده شد. در سال ۱۹۶۲،  استرف و  ریچارد اپل این مفهوم را گسترش دادند و سندرم سازگار اولیه را به عنوان پیش‌درآمد سندرم استرف اضافه کردند.  استرف معتقد بود که تغییرات بصری ناشی از استرس ناشی از خواندن است. در طبقه‌بندی نقص عملکرد عملکرد اختلاف وجود دارد. برخی تحقیقات نشان می‌دهد که سندرم استرف ممکن است به دلیل اختلال در کار در مسیر سلول بزرگ گانگلیون شبکیه ایجاد شود. این سلولها فقط ۱۰٪ سلولهای عصبی شبکیه هستند و تشخیص حرکت را ثبت می‌کنند.
سندرم استرف یک اختلال در فیزیولوژی چشم نیست. بلکه با مغز و چگونگی پردازش آنچه می‌بینید در ارتباط است.

## تشخیص
معیارهای تشخیصی برای سندرم استرف کاملاً مشخص نیست و اعتبار این شرایط توسط آکادمی چشم پزشکی آمریکا، آکادمی چشم پزشکی کودکان، آکادمی بینایی سنجی یا آکادمی پزشکی اطفال آمریکا به رسمیت شناخته نشده‌است.

## رفتار
اکثر متخصصان بینایی موافقند که سندرم استرف یک کاهش کلی در عملکرد بینایی است که ناشی از آسیب ساختاری نیست. این یک بیماری است که در درجه اول سیستم خوابگاهی شامل پریشانی بینایی است. هانس سلی استرس، پریشانی و فرسایش را توصیف کرد. این ماده در دختران ۸ تا ۱۴ ساله بیشتر مشاهده می‌شود که مواد دستی به صورت خیلی نزدیک قرار می‌گیرند. با بلند خواندن نشانه‌هایی از ارتفاع بالا و لغزش بر روی کلمات رایج دیده می‌شود. سابقه اجتناب از تکالیف و افت عملکرد کلاس اغلب وجود دارد. اگر بیمار به سمت بلند خواندن هدایت شود و سپس از لنزهای ۵۰/+ استفاده شود، معمولاً همان‌طور که توسط بیمار و والدین مشاهده می‌شود، یک پیشرفت چشمگیر مشاهده می‌شود. نتایج غیرعادی در بینایی رنگ یا آزمایش میدان بینایی غیرمعمول نیست. میدان بینایی اغلب به صورت "لوله ای" منقبض در فواصل آزمونهای متعدد ظاهر می‌شود. عملکرد ضعیف بینایی به عنوان پریشانی شناخته می‌شود و درمان‌ها معمولاً برای تهیه عینک مطالعه با قدرت کم برای بیمار است. اعتقاد بر این است که ماهیت خواندن "آرامش بخش" استرس دید نزدیک را کاهش می‌دهد و عملکرد طبیعی را ممکن می‌کند. اثرات عاطفی استرس مزمن نزدیک بینایی نیز کاهش می‌یابد. نام "غیر Malingering" رد این است که بیمار سوinger استفاده می‌کند.